# Kraški škrgonožec
Kraški škrgonožec (znanstveno ime Chirocephalus croaticus) je vrsta sladkovodnih rakov iz reda škrgonožcev. Stalno živi le v Petelinjskem jezeru na območju pivških presihajočih jezer v Sloveniji, primerki pa so bili najdeni še v bližnjem jezeru Jeredovce, ki je danes del vojaškega poligona Poček.
Za škrgonožce tega rodu je značilen drugi par tipalnic, ki je pri samcih povečan in ima oprijemalno vlogo pri razmnoževanju. Od sorodnih vrst se kraški škrgonožec razlikuje po trnih na zadku samic in endopoditov samcev ter drugih morfoloških značilnostih, občutno drugačna pa je tudi površina jajčec. Samice zrastejo približno do 1,5 cm v dolžino in imajo na trebušni strani zadka dolgo jajčno vrečko, samci so rahlo manjši.

## Ekologija in razširjenost
Vrsta je bila opisana kot podskupina sorodne vrste C. diaphanus po primerkih, nabranih v mlaki Blata v spodnjem toku Neretve na Hrvaškem, leta 1966 pa ji je bil na podlagi morfoloških razlik dodeljen status samostojne vrste. V kasnejših letih zoologi kljub prizadevanjem tam niso več našli osebkov, zato velja za lokalno izumrlo, konec 20. stoletja pa so vrsto odkrili v 300 km oddaljenem Petelinjskem jezeru. Poleg tega so jo kasneje našli še v nekaj mlakah ob Cerkniškem jezeru, ki pa so zdaj zasute in uničene. Tako sta Petelinjsko jezero in jezero Jeredovce zdaj edini znani nahajališči kraškega škrgonožca, kjer vrsta potrjeno še živi.
Populacija v Petelinjskem jezeru je sicer vitalna in številčna. Življenjski krog je vezan na nestalno naravo življenjskega prostora, ki je večino leta izsušeno. Ko se območje napolni z vodo, se pojavijo rakci, odrastejo v nekaj tednih in razmnožijo, nato pa preživijo preostanek leta kot ciste. Da se jajčeca razvijejo, morajo biti nekaj časa izpostavljena izsušitvi in nizkim temperaturam, čas pojavljanja v letu pa je povsem odvisen od vodnega režima Petelinjskega jezera. Najpogosteje je to spomladi. Tik preden se območje popolnoma izsuši, se osebki zgostijo v preostalih kotanjah, na koncu pa ostanejo blazinice izsušenih kraških škrgonožcev ali posamezni osebki, stisnjeni v blazinice alg.

## Varstvo
V Sloveniji je kraški škrgonožec zavarovana vrsta, na rdečem seznamu ima status redke vrste. Ogroža ga onesnaževanje in denaturacija habitatov ter vnos rib.